# Ante Dvornik
Ante Dvornik, zvan Bistre, nekadašnji igrač Hajduka koji je za Bile odigrao svega jednu utakmicu na kojoj je postigao i svoj jedini gol, i donesao Hajduku veliku pobjedu nad Romom.
Bila je to prijateljska utakmica odigrana 27. lipnja 1937. a počela je u 17.45 sati. Sudio je Višnjić iz Zagreba uz pojašnjenje: "Da ne bude prigovora od strane gostiju i strane domaćih,..." Za Bile su nastupili Čulić, Milutin, J. Matošić, A. Marušić-Ferata, Purišić, Bakotić, Lemešić, F. Matošić, Dvornik, Krulz i Kragić. Rezerve: Kriše, Dešković, Ružić, Kovačić. Za Romu su igrali: Velimasco, Monzeglo, Allemandi, Frisoni, dr. Bernardini, Gadolfi, Amadei, Seranoni, Subinaghi, Seramelli i Mazzoni.
Hajduk je poveo pogotkom Kragića s 1.0, a izjednačio je Subinaghi. Hajduk je ipak pobijedio pogotkom Dvornika kojemu je to bila jedina utakmica za Bile, nakon koje je priređena velika fešta i slavlje u Splitu.
Nakon ove velike pobjede Splitski draguljar i zlatar Filip Miše darovao je zlatni sat lijevoj spojki Hajduka Mariu Krulzu, za kojega se žiri u sastavu trener Iles Spitz, potpredsjednik Hajduka Miće Pilić i odbornik Ljubo Benčić, odlučili da je bio najbolji igrač utakmice.
Statistika u Hajduku
| Natjecanje        | Nastupi | Zgoditci |
| ----------------- | ------- | -------- |
| Prvenstvo         | 0       | 0        |
| Kup               | 0       | 0        |
| Superkup          | 0       | 0        |
| Međunarodne       | 0       | 0        |
| Splitski podsavez | 0       | 0        |
| Ukupno            | 0       | 0        |
| Prijateljske      | 1       | 1        |
| Sveukupno         | 1       | 1        |